# Vlača
Vlača es un municipio del distrito de Vranov nad Topľou en la región de Prešov, Eslovaquia, con una población estimada a final del año 2024 de 209 habitantes.
Se encuentra ubicado en el centro-sur de la región, cerca del río Topľa (cuenca hidrográfica del río Tisza) y de la frontera con la región de Košice.

## Demografía
| Año        | 1994 | 2004    | 2014    | 2024     |
| ---------- | ---- | ------- | ------- | -------- |
| Población  | 224  | 230     | 234     | 209      |
| Diferencia |      | +2,67 % | +1,73 % | −10,68 % |

| Año        | 2023 | 2024    |
| ---------- | ---- | ------- |
| Población  | 213  | 209     |
| Diferencia |      | −1,87 % |